# Gagea stipitata
Gagea stipitata là một loài thực vật có hoa trong họ Liliaceae. Loài này được Merckl. ex Bunge miêu tả khoa học đầu tiên năm 1851.